# Гоель II (герцог Бретані)
Гоель II (*Hoël II, бл. 1030/1031 — 13 квітня 1084) — герцог Бретані у 1066—1084 роках.

## Життєпис

### Граф
Син Алена, графа Корнуай, та Юдит Нантської (доньки Матіуаса I, правнука герцога Алена I Кривої Бороди). Народився приблизно 1034 року. Разом з батьком вступив у боротьбу за права Нантського графства після смерті Матіуса I. У 1054 році Гоель отримав графство Нант та домовленість щодо шлюбу з сестрою герцога Конана II при свіправлінні зі своєю матір'ю. Близько 1056 року відбулося його весілля. 1058 року після смерті батька також став графом Коруай (як Гоель V).
1059 року домігся поставленням на посаду єпископа Нанта свого молодшого брата Гереха (висвячено у 1061 році). 1063 року після смерті матері повністю перебрав владу в графстві Нант. Між 1063 та 1066 роках передав острів Данреу (належав Нантському графству) абатству Сен-Ніколь.

### Герцог
У 1066 році після загибелі Конана II разом з дружиною стає герцогом Бретані. Втім фактичним володарем був саме Гоель II. Намагався встановити приязні та союзні стосунки з усіма сусідами. Водночас потурав бретонській знаті. У 1072 році після смерті дружини перебрав усю владу на себе. Невдовзі після цього здійснив прощу до Риму.
1075 році проти нього виступив Жоффруа Гренонат, граф Ренна (брат померлої дружини Гавізи), Жоффруа Ботерель, граф Пент'євру (небіж герцога Конана II), Одо I, граф Пороет. У 1076 року до повстання приєднався Ральф де Гаель, що прибув з Англії до Бретані після придушення Повстання баронів (проти Вільгельма I, короля Англії). На допомогу герцогу Бретані прийшов англійський король, за допомогою якого вдалося завдати поразки супротивникам Гоеля II біля Доля. Втім в справу втрутилися Філіпп I, король Франції, та Вільгельм VIII, герцог Аквітанії, які змусили англо-нормандські війська відступити з Бретані. Війна Гоеля II з повсталими графами тривала. У 1077 році він потрапив у полон, проте швидко звільнився завдяки рішучим діям сина Алена. Лише у 1079 році вдалося остаточно придушити спротив герцогу.
1079 року поставив новим єпископом Нанта іншого свого брата Бенедикта. Помер Гоель II у 1084 році у фортеці Кемпер. Після цього новим герцогом став його старший син Ален.

## Родина
Дружина — Гавіза, донька Алена III, герцога Бретані.
Діти:
- Ален (бл.1063—1119), герцог Бретані у 1084—1112 роках
- Матіус (д/н—бл.1104), графа Нанта
- Одо (д/н—1072/1075)
- Адель (д/н—1152), аббатиса монастиря Сен-Жорж у 1085—1152 роках
- Гавіза (д/н—після 1075)